# Yasuhiro Nagahashi
Yasuhiro Nagahashi (født 2. august 1975) er en tidligere japansk fodboldspiller.
Han har spillet for flere forskellige klubber i sin karriere, herunder Shimizu S-Pulse og Kawasaki Frontale.